# Czeszyce
Czeszyce (niem. Alt Glashütte) – wieś w Polsce położona w województwie dolnośląskim, w powiecie milickim, w gminie Krośnice.

## Podział administracyjny
W latach 1975–1998 miejscowość administracyjnie należała do województwa wrocławskiego.

## Nazwa
9 grudnia 1947 r. ustalono urzędową polską nazwę miejscowości – Czeszyce, określając drugi przypadek jako Czeszyc, a przymiotnik – czeszycki.